# シトロエン・オゼ
シトロエン・オゼ（フランス語: Citroën Osée）は、フランスの自動車メーカーシトロエンのためにイタリアのピニンファリーナがデザインしたコンセプトカーである。2001年のジェネバモーターショーで初公開された。
オゼは、中央に搭載された3リッターV6エンジンを動力源とし、6000rpmで200bhp(149kW)、3750rpmで最大トルク267N・m(197ポンド・フィート)を発揮する。コンセプトカーはミシュランPAXタイヤを装着し、ブレンボ製ブレーキを備え、動力は5速ZFオートマチックトランスミッションを介して後輪に伝達される。
この車両は、運転席が中央に位置し、その左右やや後ろに2人乗れる3人掛けシートを採用している。ピニンファリーナは、このデザインのインスピレーションを1970年代初頭に製造されていたフランス車マトラ・バゲーラから得ている。この車の特に異例な詳細の1つは、戦闘機のコックピットドアに似た形状のコックピットドアである。一般的な2ドアやフロントガラス、車体の大部分を構成する屋根部分が、1つの開閉式キャノピードアに置き換えられており、それは遠隔操作による油圧装置で開閉が可能である。また、ドアミラーが全く無く、代わりにステアリング・ホイールの後ろに車内の後方を映すLCDスクリーンが搭載されている特徴もある。オゼはまた、シトロエンの「ハイドラクティブIII」サスペンション技術を搭載しており、走行中にサスペンションの高さを調整できる。